# Schizochytriodinium calani
Schizochytriodinium calani is een soort in de taxonomische indeling van de Myzozoa, een stam van microscopische parasitaire dieren. Het organisme komt uit het geslacht Schizochytriodinium en behoort tot de familie Chytridiodinidae. Schizochytriodinium calani werd in 1988 ontdekt door Elbrachter.